# Ingolsheim
Ingolsheim ist eine französische Gemeinde mit 357 Einwohnern (Stand 1. Januar 2021) im Département Bas-Rhin in der Region Grand Est (bis 2015 Elsass). Die Dorfbewohner nennen sich Ingolsheimois oder Ingelser. Ingolsheim ist Mitglied der Communauté de communes du Pays de Wissembourg.

## Geschichte
In einer Urkunde König Ottos II. aus dem Jahr 967 wird bei der Umschreibung der Weißenburger Mundat der Bach „Ingoldeshaha“ genannt.
Von 1871 bis zum Ende des Ersten Weltkrieges gehörte Ingolsheim als Teil des Reichslandes Elsaß-Lothringen zum Deutschen Reich und war dem Kreis Weißenburg im Bezirk Unterelsaß zugeordnet.
Zu Beginn des Zweiten Weltkrieges wurden die Dorfbewohner wegen der Nähe Ingolsheims zur Maginot-Linie und zum  Artilleriewerk Schoenenbourg nach Bessines-sur-Gartempe evakuiert.

## Bevölkerungsentwicklung

Winterliche Straße in Ingolsheim

| Jahr                       | 1962 | 1968 | 1975 | 1982 | 1990 | 1999 | 2008 | 2016 |
| Einwohner                  | 204  | 204  | 198  | 199  | 250  | 269  | 288  | 319  |
| Quellen: Cassini und INSEE |      |      |      |      |      |      |      |      |